# Piškota
Piškota je vrsta slastice, slične keksu.
Pravi ga se od jaja, žumanjak i/ili bjelanjaka, ili od odgovarajuće količine proizvoda od mlinskih proizvoda, šećera, jaja i/ili škroba i dopuštenih aditiva, ali bez dodavanja masnoće.
Izrađuje ga se slično biskvitu, a svojstvena je oblika.